# غوفرنير كيمبل
غوفرنير كيمبل هو سياسي أمريكي، ولد في 25 يناير 1786 في نيويورك في الولايات المتحدة، وتوفي في 18 سبتمبر 1875 في كولد سبرينغ في الولايات المتحدة. نشط حزبياً في الحزب الديمقراطي. وقد انتخب عضو مجلس النواب الأمريكي ‏.